# Bakonyság
Bakonyság község Veszprém vármegyében, a Pápai járásban.

## Fekvése
A Közép-Dunántúl régióban, a Dunántúli-középhegység és a Kisalföld találkozásánál, Veszprém vármegye északi részén, az Északi-Bakony északi lábánál fekszik a megyeszékhelytől, Veszprémtől körülbelül 75, a legközelebbi várostól, Pápától pedig mintegy 22 kilométerre. A legközelebbi szomszéd település Bakonyszentiván.

### Megközelítése
Zsákfalu, közúton csak a Pápát és a 83-as főutat Gicen keresztül a 82-es főúttal összekötő 832-es főútból Bakonyszentiván déli külterületén észak felé kiágazó 83 119-es mellékúton érhető el.
A közúti tömegközlekedés szolgáltatói a Volánbusz autóbuszai.
Vasútvonal nem érinti a települést. A legközelebbi vasútállomás körülbelül 6 kilométerre, Pápateszéren van (Pápateszér vasútállomás), a MÁV 13-as számú, Tatabánya–Pápa-vasútvonalán, de 2007-ben ezen is megszűnt a személyforgalom.

## Története
Legrégibb írásos említése 1332-ból maradt fenn. Ekkor nemesek lakták.
A 18. században a Meszlényi család birtoka volt.

## Közélete

### Polgármesterei
| Időszak   | Polgármester     | Párt      | Megjegyzés                            |
| --------- | ---------------- | --------- | ------------------------------------- |
| 1990–1994 | Kiss Lajos       | FKgP      |                                       |
| 1994–1998 | Kiss Lajos       | független |                                       |
| 1998–2002 | Kiss Lajos       | független |                                       |
| 2002–2006 | Kiss Lajos       | független |                                       |
| 2006–2010 | Kiss Lajos       | független |                                       |
| 2010–2014 | Kiss Lajos       | független |                                       |
| 2014–2019 | Kiss Lajos       | független |                                       |
| 2019–2022 | Kiss Lajos       | független | hivatalában elhunyt                   |
| 2022–2024 | Schumacher Mária | független | Időközi választás 2022. szeptember 6. |
| 2024–     | Schumacher Mária | független |                                       |

## Népesség
2001-ben a lakosok csaknem 100%-a magyarnak vallotta magát.
- 1990: 114 fő
- 2001: 92 fő
- 2009: 50 fő

| Lakosok száma | 49   | 48   | 44   | 48   | 52   | 56   | 55   |
|               | 2013 | 2014 | 2015 | 2021 | 2022 | 2023 | 2024 |

A 2011-es népszámlálás idején a lakosok 51,9%-a magyarnak, 7,7% németnek, 1,9% horvátnak mondta magát (42,3% nem nyilatkozott; a kettős identitások miatt a végösszeg nagyobb lehet 100%-nál). A vallási megoszlás a következő volt: római katolikus 44,2%, felekezeten kívüli 3,8% (51,9% nem nyilatkozott).
2022-ben a lakosság 75%-a vallotta magát magyarnak, 13,5% németnek, 1,9% horvátnak, 1,9% egyéb, nem hazai nemzetiségűnek (11,5% nem nyilatkozott; a kettős identitások miatt a végösszeg nagyobb lehet 100%-nál). Vallásuk szerint 34,6% volt római katolikus, 3,8% evangélikus, 1,9% református, 1,9% egyéb keresztény, 11,5% felekezeten kívüli (46,2% nem válaszolt).

## Nevének eredete
Neve a domb jelentésű ősi magyar szóból származik.

## Vallás
A 2001-es népszámlálás adatai alapján a lakosok kb. 77,5%-a római katolikus, kb. 8%-a evangélikus és kb. 4%-a református vallású. Nem tartozik egyetlen egyházhoz vagy felekezethez sem, illetve nem válaszolt kb. 10,5%.

### Római katolikus egyház
A Veszprémi Főegyházmegye (érsekség) Pápai Főesperességének Pápai Kerületében lévő Pápateszéri plébániához tartozik, mint filia. Római katolikus templomának titulusa: Szent László király. Búcsúja június 27-én van.

### Református egyház
A Dunántúli Református Egyházkerület (püspökség) Pápai Református Egyházmegyéjébe (esperesség) tartozik. Nem önálló egyházközség, csak szórvány.

### Evangélikus egyház
A Nyugati (Dunántúli) Evangélikus Egyházkerület Veszprémi Egyházmegyéjében lévő Bakonyszentlászlói Evangélikus Egyházközséghez tartozik mint szórvány.

## Nevezetességei
- Római katolikus (Szent László király-) templom.
- Kisdémi római katolikus kápolna: 1763-ban épült barokk stílusban. Belsejében a fogadalmi kép 1773-ból származik. 1841-ben itt tartotta esküvőjét Kossuth Lajos Meszlényi Teréziával.